# 순비기나무
순비기나무는 꿀풀과의 갈잎 떨기나무로 상록 관목이다. 한국·중국·일본 원산이다.

## 생태
햇볕이 강한 바닷가에서 자란다. 줄기는 땅 위로 길게 벋으며 다 자라도 키가 30~70 센티미터를 넘지 않는다. 잎은 마주나며 길이 2~5 센티미터, 너비 1.5~3 센티미터 정도로 둥글거나 거꾸로 된 바소꼴이며 가장자리가 밋밋하고 두꺼운 가죽질이다. 끝이 둔하고 앞면에 잔털이 촘촘히 나고 뒷면은 흰빛이 돈다. 꽃은 7~9월에 피는데 가지 끝 원추꽃차례에 보라색 꽃이 빽빽하게 모여 핀다. 수술이 네 개인데 두 개가 길게 밖으로 나온다. 열매는 9~10월에 여는데 둥그스름한 핵과로 검게 익는다. 열매가 꽃받침에 싸여 있다.

## 쓰임새
한방에서 열매를 만형자(蔓荊子)라고 하며 약으로 쓴다. 두통·안질 및 귓병 치료에 쓴다.

## 사진

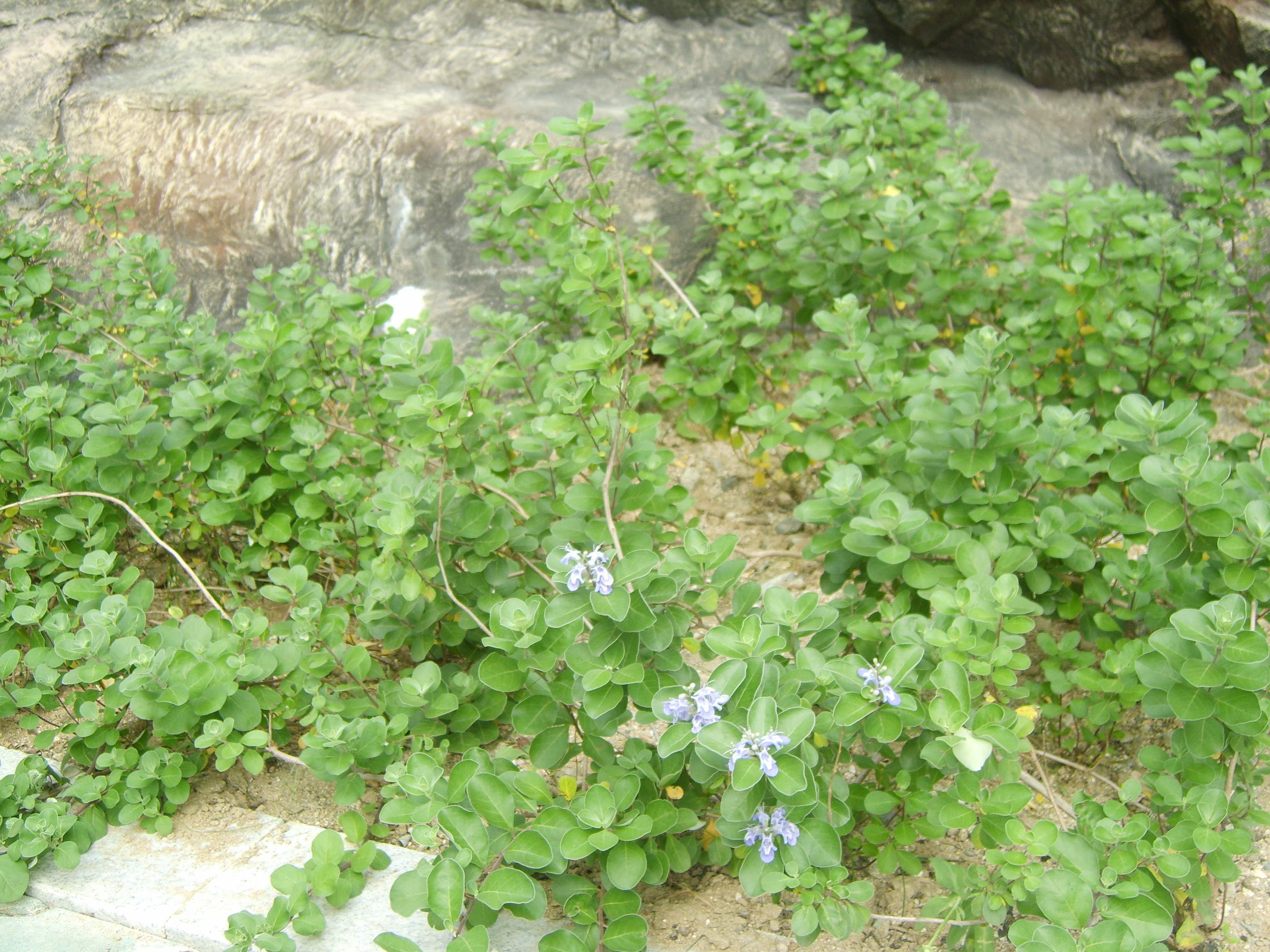
나무 전체 모습
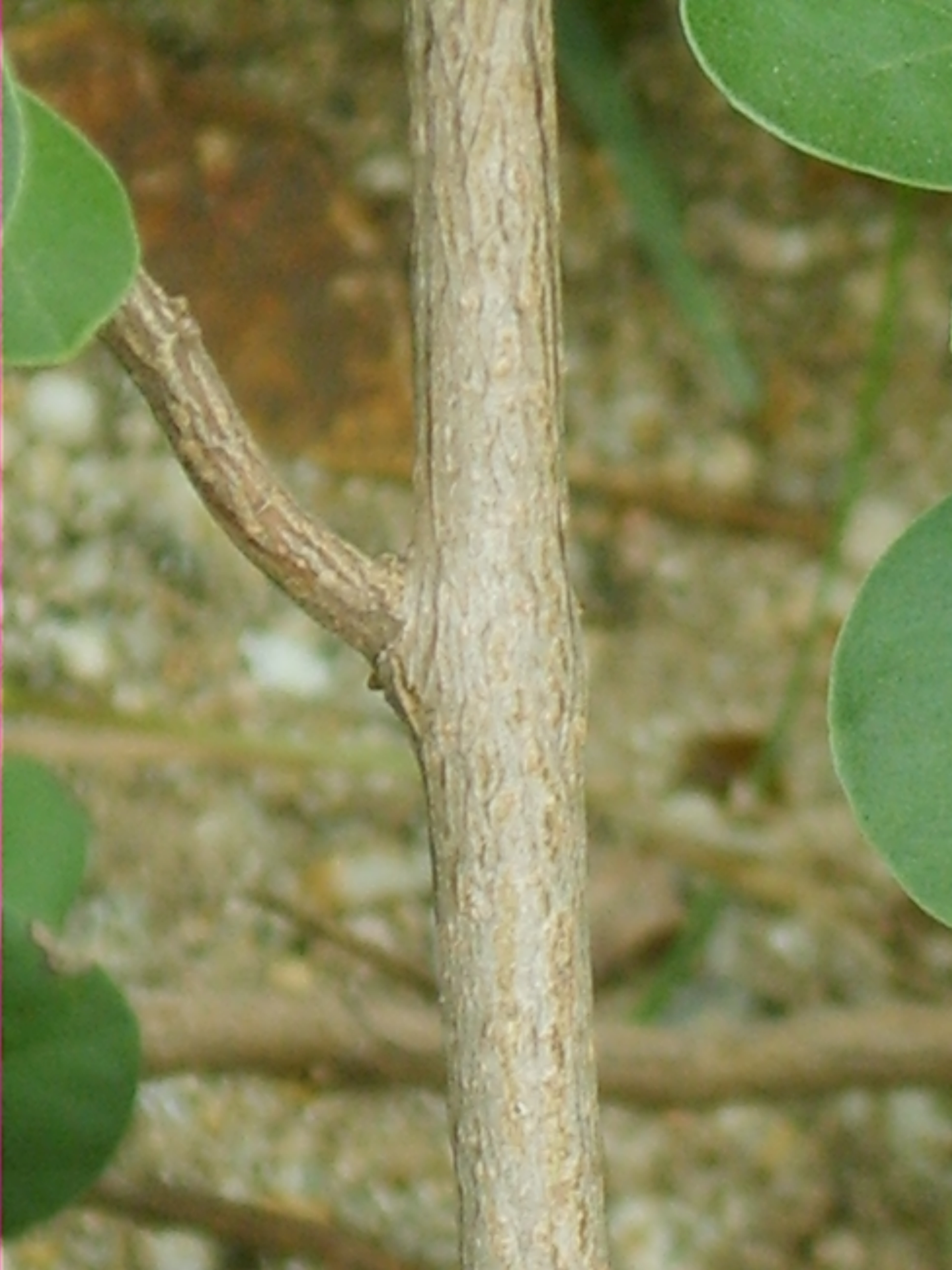
줄기
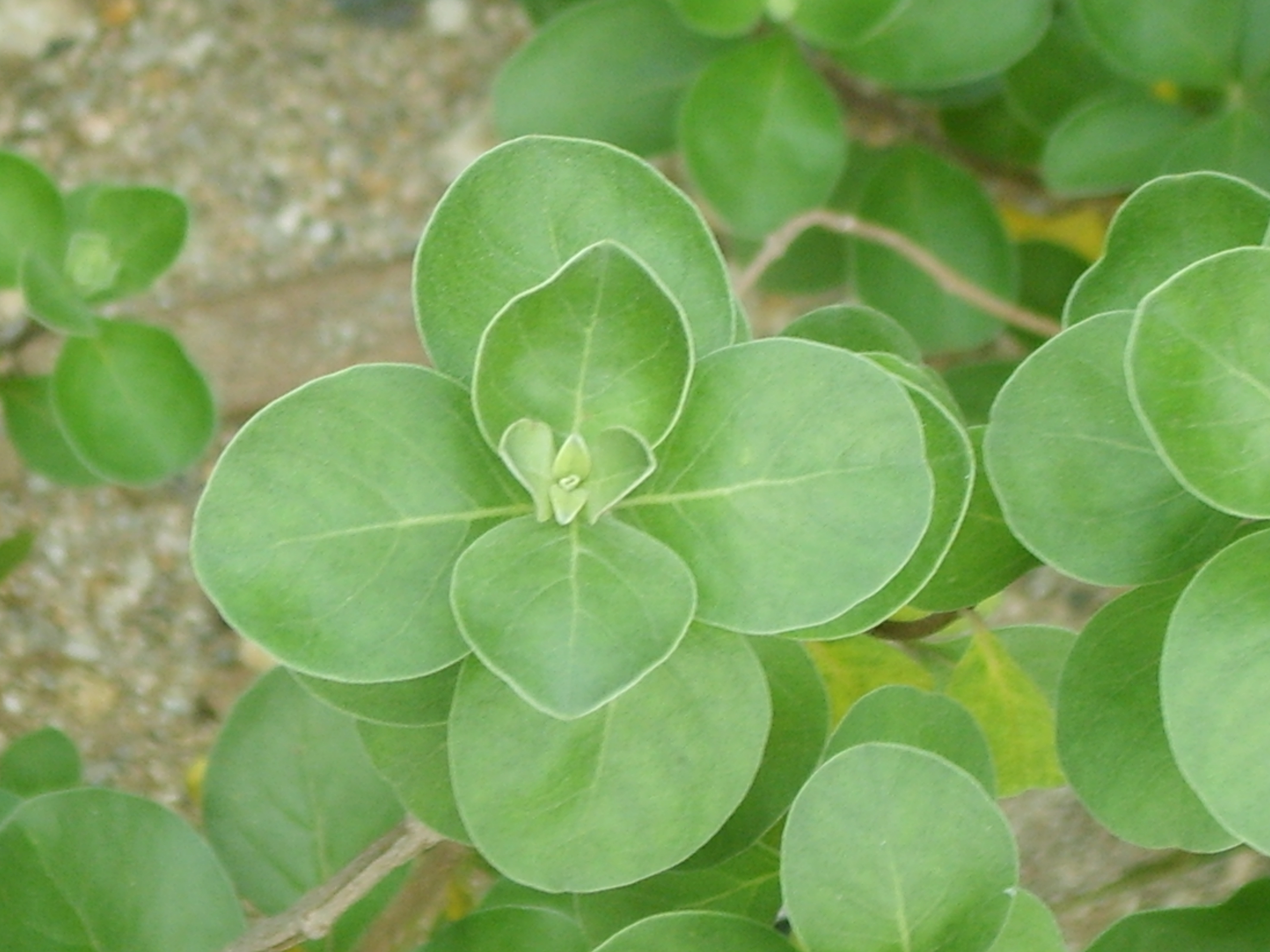
잎

## 참고 문헌
- 윤주복 (2004). 《나무 쉽게 찾기》. 진선출판사. ISBN 978-89-7221-414-4.
- 김용식; 송근준; 안영희; 오구균; 이경재; 이유미 (2000). 《조경수목 핸드북》. 광일문화사. ISBN 89-85243-25-X.
- 고경식; 김윤식 (1988). 《원색한국식물도감》. 아카데미서적.